# Tái chế

Biểu tượng quốc tế về tái chế. Biểu tượng này được dán trên các sản phẩm có thể tái chế.

Tái chế được hiểu là quá trình thu gom, xử lý rác thải hoặc vật liệu không cần thiết (phế liệu) thành vật liệu mới với khả năng ứng dụng đem lại lợi ích cho con người. Đây là một giải pháp thay thế cho việc thải rác thông thường, nó có thể giúp tiết kiệm vật liệu cũng như giảm việc phát thải khí gây hiệu ứng nhà kính.
Tái chế có nhiều hiệu quả, giảm việc sử dụng nguồn nguyên liệu tươi (nguyên liệu chưa qua chế biến), giảm tiêu tốn năng lượng, phát thải khí độc ra môi trường (thông qua đốt chất thải) và cuối cùng giúp giảm đáng kể việc ô nhiễm nước rỉ rác từ việc chôn lấp rác thải.
Tái thế là chìa khóa dẫn đến thành công trong việc giảm thiểu chất thải hiện đại và là thành phần trong mô hình phân loại rác hiện nay bao gồm: giảm thiểu, tái sử dụng, tái chế.
Có một số tiêu chuẩn ISO liên quan đến tái chế như ISO 15270:2008 đối với chất thải nhựa, ISO 14001:2004 về quản lý môi trường đối với tái chế. Việc đảm bảo thực hiện một số tiêu chuẩn ISO liên quan tới tái chế này là lời cam kết của doanh nghiệp trong việc đảm bảo bảo vệ môi trường.
Các vật liệu có thể tái chế bao gồm nhiều loại thủy tinh, giấy, kim loại, nhựa, lốp xe, sản phẩm dệt, và hàng điện tử. Đối với các loại rác thải hữu cơ như xác động thực vật hay thực phẩm được xử lý làm phân bón người ta cũng xem như là một quá trình tái chế chất thải . Chất thải tái chế được thu gom từ các bãi rác, lề đường,… sau đó được phân loại, làm sạch và cuối cùng là tái chế thành vật liệu mới.
Tái chế chất thải có thể hiểu theo một cách đơn giản nhất là vòng tuần hoàn của các loại vật liệu. Là nguồn cung cấp nguyên liệu thô cho cùng một loại sản phẩm. Ví dụ như giấy thải ở văn phòng sau khi được sử dụng người ta có thế tái chế lại và sử dụng nó tại một nơi khác. Nhưng ở mặt khác thì việc sử dụng lại nguồn nguyên liệu như thế này có thể rất khó hoặc đắt hơn nếu so sánh với cùng nguồn nguyên liệu thô cung cấp cho sản xuất một sản phẩm. Vì thế việc tái sử dụng thường được sử dụng nguồn nguyên liệu để sản xuất loại sản phẩm khác như giấy văn phòng có thể dùng để sản xuất bìa cứng. Một trường hợp khác ví dụ việc tái chế chất thải đó là sử dụng lại nguồn nguyên liệu xuất phát từ giá trị nội tại của chúng trong đó người có thể lấy được chì từ ắc–qui ô tô, vàng từ vi mạch, tái sử dụng thủy ngân trong nhiệt kế. Điều này góp phần tận dụng nguồn nguyên liệu cũng như giảm phát thải chất độc hại ra môi trường.

## Lịch sử phát triển